# Ilusionismo

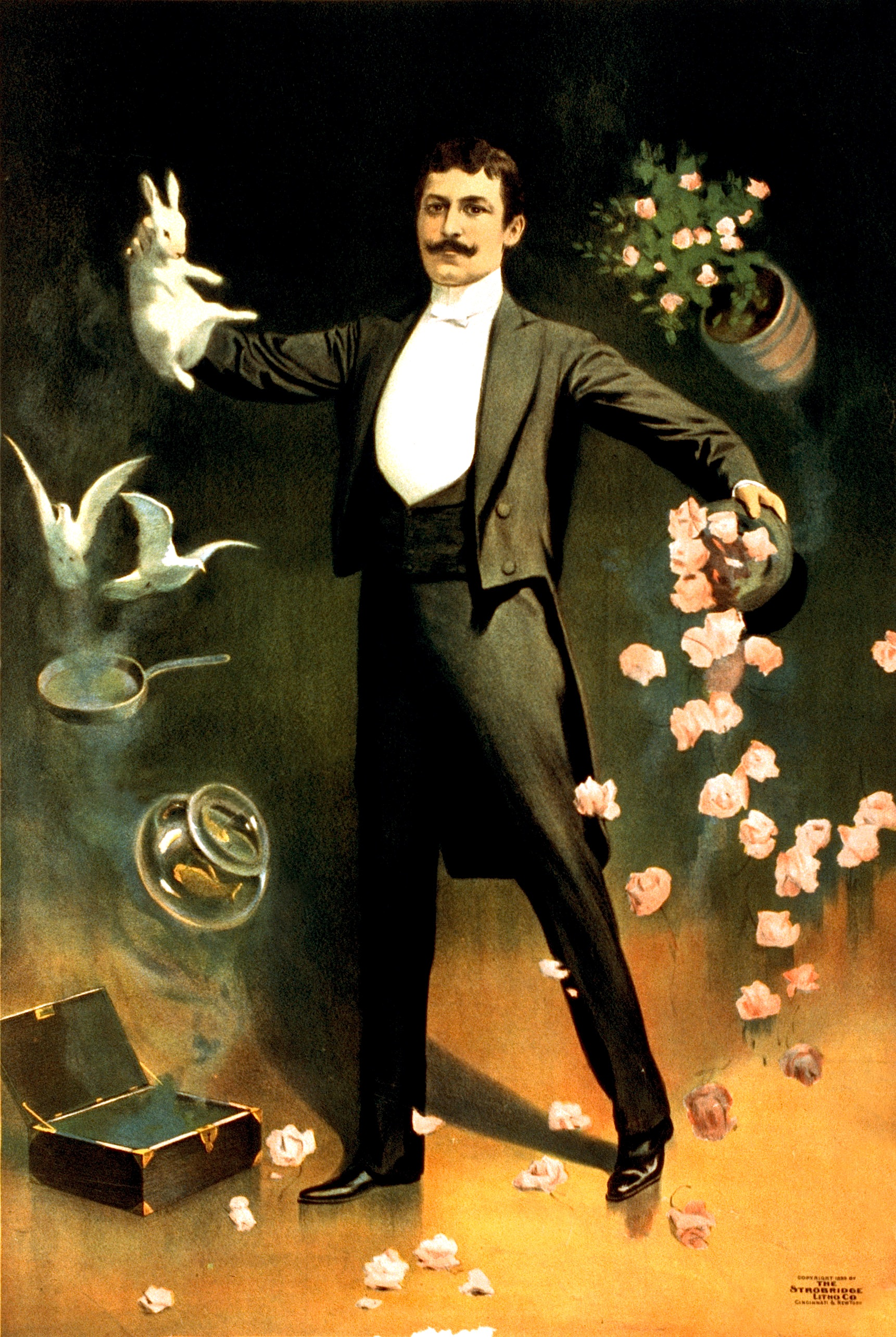
Mágico executando diversos truques.

Ilusionismo ou prestidigitação é a arte performativa que tem como objetivo entreter o público dando a ilusão de que algo impossível ou sobrenatural ocorreu. Os praticantes desta atividade designam-se por ilusionistas ou mágicos.
Embora os ilusionistas aparentem desafiar as leis da física, na realidade os números por eles criados nada têm de sobrenatural, tratando-se de ilusões realizadas através de meios naturais.

## História

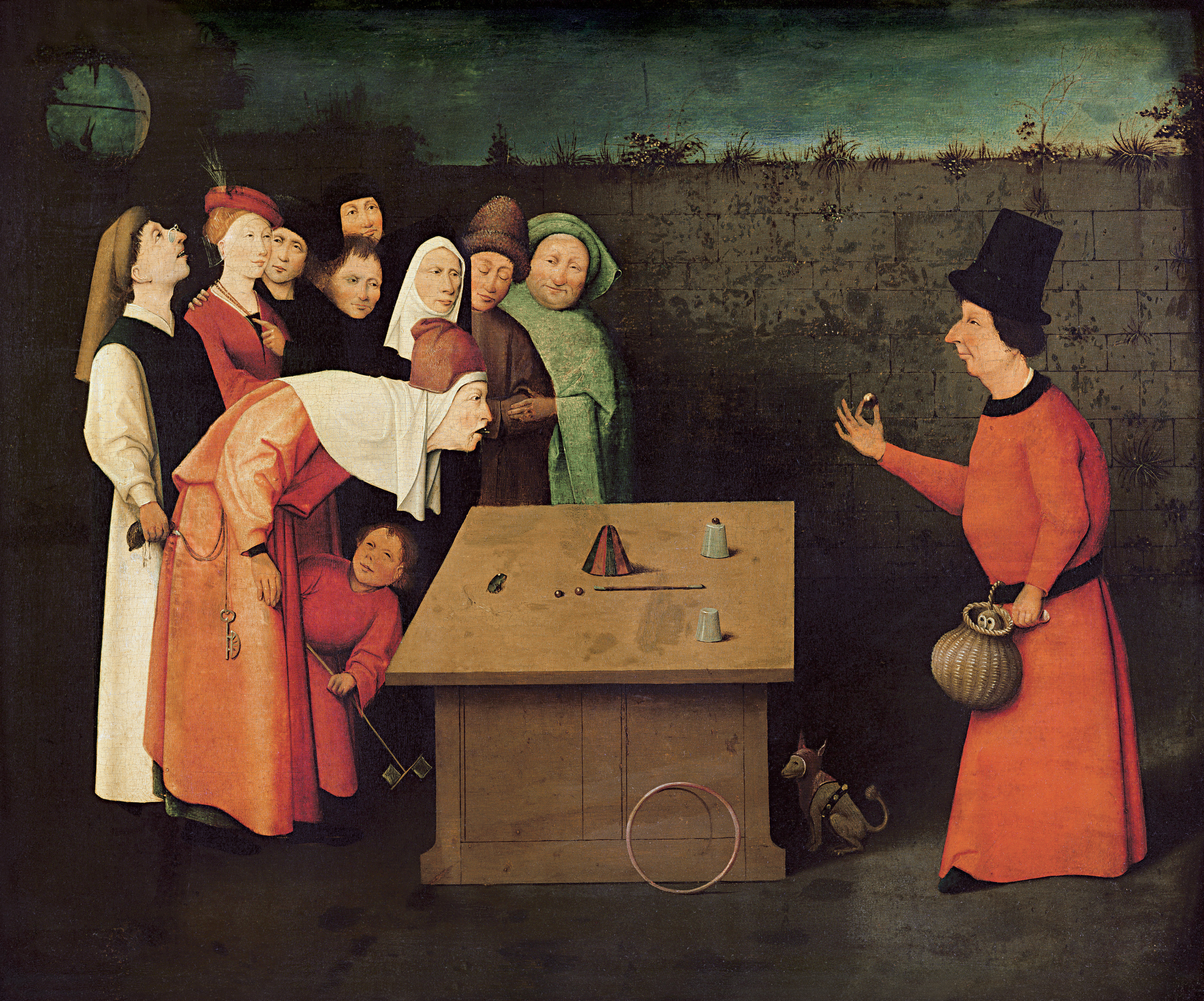
O Prestidigitador, pintura representando um ilusionista medieval (Hieronymus Bosch).

O ilusionismo é uma das mais antigas formas de entretenimento. A primeira descrição por escrito de um número de magia enquanto arte cénica surge no Antigo Egito e data de 1700 a.C.. O documento em questão designa-se por Papiro de Westcar e atualmente encontra-se no Museu Egípcio de Berlim.
Desde essa altura existem milhares de registros de atuações, que hoje reconhecemos como ilusionismo, um pouco por toda a história. Frequentemente os ilusionistas do passado eram encarados como detentores de poderes sobrenaturais, o que resultou numa dura perseguição no período da Inquisição.
O primeiro livro na qual surgem descritas as explicações de números de ilusionismo chama-se The Discoverie of Witchcraft, e foi escrito por Reginald Scot em 1584 com objetivo de demonstrar que os poderes sobrenaturais não existem. Em Portugal, a primeira descrição por escrito de um número de ilusionismo surge no livro Thesouro de Prudentes em 1612 por Gaspar Cardoso de Sequeira.
A profissão de ilusionista, no sentido atual do termo, apenas veio a ganhar notável prestígio a partir do século XVIII. Um dos grandes impulsionadores do ilusionismo moderno chamava-se Jean Eugène Robert-Houdin (1805-1871) e era de nacionalidade francesa. O seu passado de relojoeiro permitiu-lhe criar ilusões originais, de grande engenho e espetacularidade, que apresentava no seu pequeno teatro para a elite parisiense. Robert-Houdin frequentemente é referido como o “pai do ilusionismo moderno” uma vez que terá sido dos primeiros ilusionistas a trazer a magia para os palcos elegantes dos teatros e de festas privadas, afastando-se do mágico saltimbanco que atuava nas ruas e feiras.
No início do século XX tornou-se célebre o ilusionista de origem húngara Ehrich Weiss (1874-1926) que adoptou o nome artístico de Harry Houdini, inspirado por Robert-Houdin. Os seus números frequentemente envolviam fugas de algemas, correntes e camisas-de-força.
Muitos outros foram os ilusionistas que prestigiaram e contribuíram para a evolução do ilusionismo, incluindo Alexander Herrmann, Harry Kellar, Howard Thurston, Dante,Chung Ling Soo,Charles Carter, Dai Vernon e Harry Blackstone.
Mais recentemente nomes como Doug Henning, Siegfried and Roy, David Copperfield, Lance Burton, David Blaine, Penn and Teller,Criss Angel e Steven Frayne (Dynamo)  tornaram-se celebridades do mundo do ilusionismo.
Em Portugal, nos séculos XX e XXI tornaram-se conhecidos do grande público os ilusionistas Conde d'Aguilar (1909-1988), Jolson (1922-1995), Luís de Matos, Helder Guimarães, David Sousa e Mário Daniel.
Em 1948 foi fundada a Fédération Internationale des Sociétés Magiques ou FISM (Federação Internacional das Sociedades Mágicas), tratando-se de uma das mais respeitadas organizações da comunidade mágica. É o organismo internacional que coordena os clubes e federações de ilusionistas de todo o mundo, e organiza o "Campeonato do Mundo de Magia FISM" a cada três anos. Até à data, três prémios foram conquistados por ilusionistas portugueses nessa competição: Helder Guimarães (2006, FISM Estocolmo), David Sousa (2006, FISM Estocolmo) e Tá na manga (2012, FISM Blackpool).